# Dracy-le-Fort
Dracy-le-Fort ist eine französische Gemeinde mit 1.471 Einwohnern (Stand: 1. Januar 2022) im Département Saône-et-Loire in der Region Bourgogne-Franche-Comté. Die Gemeinde gehört zum Arrondissement Chalon-sur-Saône und zum Kanton Givry. Die Bewohner werden Dracysiens und Dracysiennes genannt.

## Geographie
Dracy-le-Fort liegt etwa sieben Kilometer westnordwestlich von Chalon-sur-Saône an der Orbise und im Weinbaugebiet Bourgogne. Umgeben wird Dracy-le-Fort von den Nachbargemeinden Mellecey im Norden und Westen, Châtenoy-le-Royal im Osten sowie Givry im Süden.

## Einwohner
| Jahr      | 1962 | 1968 | 1975 | 1982 | 1990  | 1999  | 2006  | 2013  | 2020  |
| --------- | ---- | ---- | ---- | ---- | ----- | ----- | ----- | ----- | ----- |
| Einwohner | 458  | 443  | 514  | 908  | 1.103 | 1.092 | 1.321 | 1.293 | 1.458 |

## Sehenswürdigkeiten
- Neuromanische Kirche Saint-Bénigne aus dem 19. Jahrhundert
- Schloss Dracy-le-Fort aus dem 17. Jahrhundert auf einem Erdhügel errichtet
- Ein mit Wappen verzierter Grenzstein aus dem 15. Jahrhundert, seit 1931 als Monument historique klassifiziert.
- Vier Wassermühlen

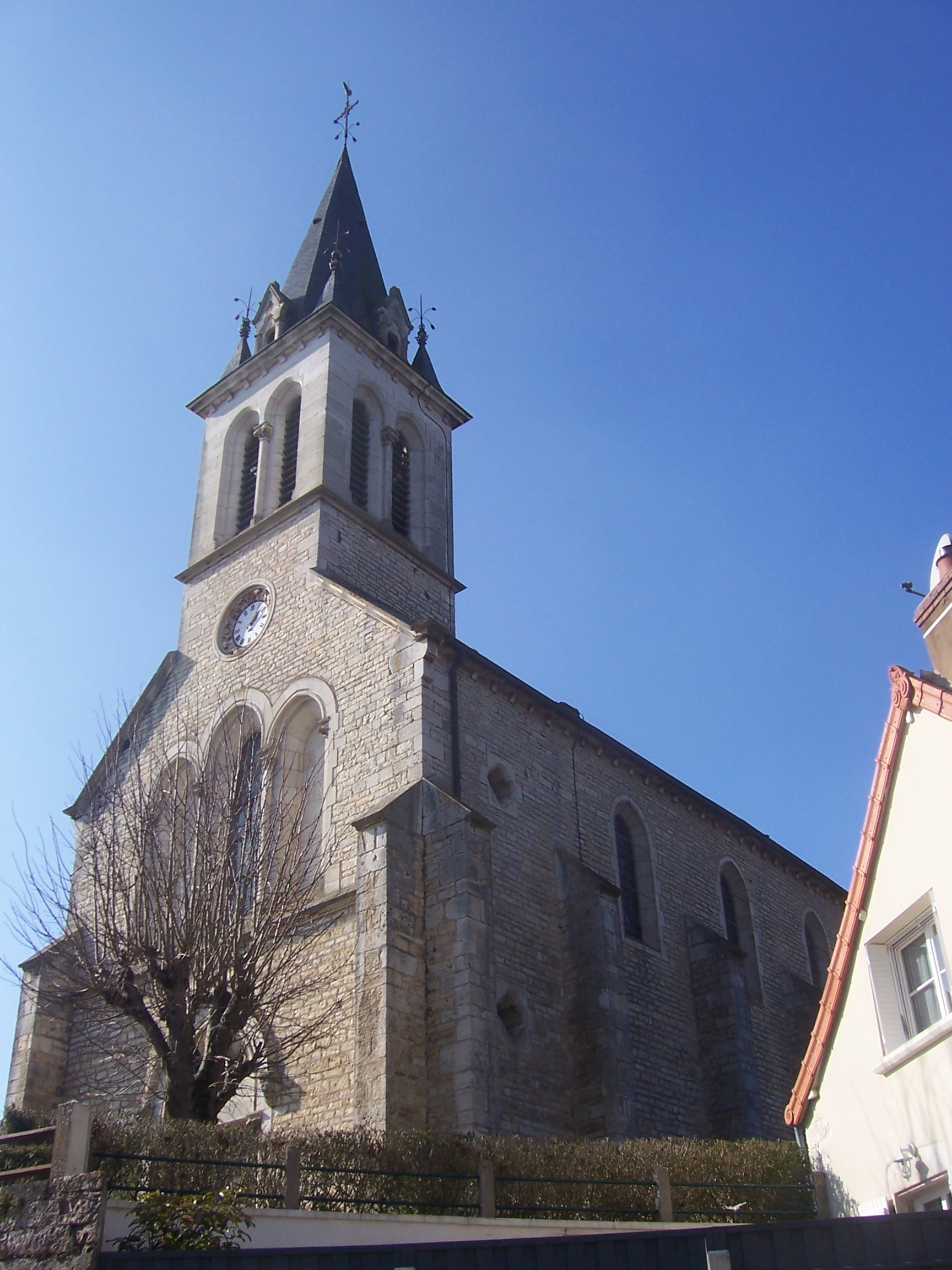
Kirche Saint-Bénigne
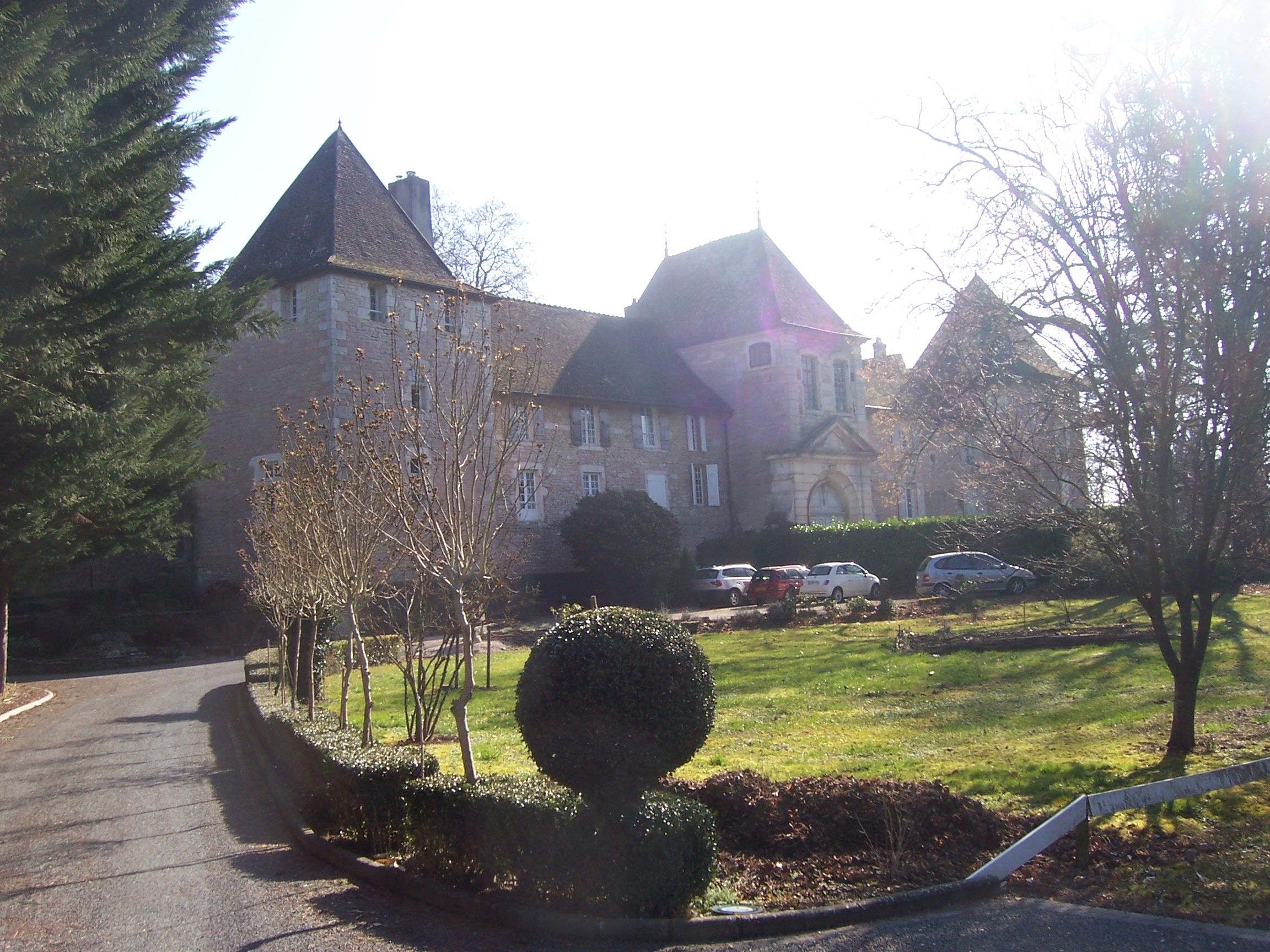
Schloss Dracy-le-Fort